# بيتر إم. بويي
بيتر إم. بويي (بالإنجليزية: Angus M. Bowie)‏ هو أستاذ جامعي بريطاني، ولد في 1949.